# سه موش کور
سه موش کور (به انگلیسی: Three Blind Mouseketeers) یک کارتون از مجموعه سمفونی احمقانه است که بر اساس ترانه کودکان سه موش نابینا و رمان سه تفنگدار ساخته الکساندر دوما ساخته شده است. به کارگردانی دیوید هند و جک کاتینگ و صداپیشگی بیلی بلچر را بازی می کند. 